# Don Carpenter
Don Carpenter (16 de marzo de 1931 – 28 de julio de 1995) fue un escritor estadounidense, conocido por ser el autor de la novela "Hard Rain Falling" (Dura la lluvia que cae). Escribió numerosos relatos, novelas, cuentos y guiones a lo largo de una carrera de 22 años.

## Biografía
Don Carpenter nació en Berkeley, California, y vivió en Lafayette durante los primeros años de su niñez. Fue alumno del Instituto de Berkeley, donde se graduó. En 1951, Carpenter se alistó en las Fuerzas Aéreas, correspondiéndole un destino en Kioto, Japón. Durante su tiempo de servicio, escribió para la revista militar Stars and Stripes, donde conoció al músico y dibujante Shel Silverstein.
Cuándo se licenció del servicio militar en 1955,  regresó a Portland donde contrajo matrimonio con Martha Ryherd. Tuvieron dos hijas (Bonnie y Leha). A finales de la década de 1950, se mudaron a San Francisco. En 1957, Carpenter se matriculó en la Universidad Estatal de San Francisco, donde en 1961 obtuvo el grado de "Master of Arts". Cuatro años más tarde (1965), volvió con su familia a Mill Valley, California. Enseñó inglés durante dos años antes de publicar su primera novela "Hard Rain Falling" (Dura la lluvia que cae) (1966). Entre finales de la década de 1960 y los primeros años ochenta, Carpenter vivió en Hollywood o en sus alrededores, dedicado a escribir guiones cinematográficos, como el de la película de 1972 titulada "Payday" (Día de pago), protagonizada por Rip Torn, que interpretaba a un cantante de country. También escribió un guion televisivo para un episodio de la serie El Gran Chaparral titulado "Once on a Day in Spring" (Érase una Vez en un Día en Primavera). Así mismo, escribió tres novelas entre 1975 y 1981, ambientadas en los estudios de Hollywood.
Uno de los pasajes más traumáticos de la vida de Carpenter sucedió en 1984, cuándo se suicidó su mejor amigo, Richard Brautigan. A finales de la década de 1980, padeció diversas enfermedades, incluyendo tuberculosis, diabetes, y glaucoma, que fueron agravándose con el paso de los años. Finalmente, en el verano de 1995, se suicidó de un disparo en su casa en Mill Valley, California. Contaba con 64 años de edad. Estaba trabajando en una novela titulada "Fridays at Enrico's" (Los viernes en Enrico), que fue completada por Jonathan Lethem y publicada en 2014 por Counterpoint Press. La Trilogía de Hollywood, una compilación de sus tres novelas ambientadas en Hollywood, fue también publicada por Counterpoint poco después ese mismo año.
La primera novela de Don Carpenter, "Hard Rain Falling", ha sido recientemente incorporada a la colección "Classics series" de "New York Review Books", con una introducción de George Pelecanos.

## Obra literaria
Su vocación de escritor ya estaba insinuada en su niñez transcurrida en Berkeley, en California y en el Pacífico Noroeste, y culminó en los pasillos del poder y del ego en Hollywood. Observador cercano de las flaquezas del ser humano, su escritura se centró en tipos insignificantes: jugadores de ventaja de billar, drogadictos y narcotraficantes, así como productores cinematográficos y actores eternamente en ciernes. A pesar de su prestigio entre críticos y escritores, sus relatos nunca lograron el favor del gran público, y tuvo que ganarse el sustento a base de trabajar profusamente para Hollywood.
A continuación se enumeran cronológicamente sus principales escritos:
- Hard Rain Falling (1966, novela)
- Blade of Light (1967, novela)
- The Murder of the Frogs and Other Stories (1969, relatos cortos)
- Getting Off (1971, novela)
- Payday (1972, guion)
- The True Life Story of Jody McKeegan (1975, novela)
- Charles Bukowski's Post Office (1977, guion)
- A Couple of Comedians (1979, novela)
- Snyder, Whalen and Welch, Together (1981, artículo de revista)
- Turnaround (1981, novela)
- The Class of '49 (1985, novela y tres relatos)
- The Dispossessed (1986, novela)
- From A Distant Place (1988, novela)
- Fridays at Enrico's (1993–1994, publicado en 2014)